# ويليس وارد
ويليس وارد (بالإنجليزية: Willis Ward)‏ هو لاعب كرة قدم أمريكية أمريكي، ولد في 28 ديسمبر 1912 في ألاباما في الولايات المتحدة، وتوفي في 31 ديسمبر 1983.